# Розстріл голодного маршу в Детройті (1932)
Розстріл голодного маршу в Детройті (англ. Ford Hunger March) стався 7 березня 1932 року, коли поліцейські та охоронці, найняті Ford Motor Company, вбили чотирьох та поранили більше 60 робітників, що втратили роботу на заводі Ford і вийшли на вулиці, бо змушені були голодувати під час Великої депресії.
Демонстрації безробітних, організовані Радою з безробіття, почалися з Детройту, а згодом охопили більшість американських міст, включно з містом Дірборн в штаті Мічиган, де й сталася трагедія. Вона стала важливою частиною ланцюга подій, які в кінцевому підсумку призвели до розвитку профспілок автомобільної промисловості США.
Три місяці потому п'ятий робітник також помер від отриманих травм.

## Причини
У 1920-ті роки, завдяки розквіту американської автомобільної промисловості, Детройт став процвітаючим містом для місцевих робітників. Зосереджена в районі Детройта, індустрія виготовила 5 337 000 автомобілів станом на 1929 рік, а за результатами перепису населення 1930 року в США проживало 122 775 046 людей. Для порівняння, станом на 2008 рік було вироблено 8 681 000 автомобілів, а кількість населення зросла до 304 375 000 осіб. Отже, в автомобільній промисловості США в 1929 році вироблялось наполовину більше автомобілів на душу населення, ніж на початку ХХІ століття.
У вівторок 29 жовтня 1929 року  фондовий ринок впав, що призвело до Великої депресії. Виробництво автомобілів у США різко впало. У 1930 році виробництво скоротилося до 3 363 000 автомобілів. У 1931 році виробництво впало до 1 332 000 транспортних засобів, що складало лише чверть від виробництва дворічної давності.
У результаті безробіття в Детройті різко зросло, а заробітна плата тих щасливчиків, що ще працювали, була скорочена. Так, у 1929 році середня річна заробітна плата працівників автомобільної промисловості складала $1639. До 1931 року вона впала на 54 % до $757. До 1932 року кількість безробітних лише в штаті Мічиган перевищила 400 000 осіб.
У 1927 році сталось 113 самогубств у Детройті. Це число збільшилося до 568 в 1931 р. У тому ж році соціальна допомога складала 15 центів на людину в день, і не було жодного страхування на випадок безробіття або  соціального забезпечення. Хвиля закриття банків знищила заощадження багатьох безробітних і пенсіонерів, адже всі банки по сусідству в Детройті вийшли з бізнесу. Страхування банківських депозитів тоді ще не діяло. До 1932 року позбавлення права викупу заставної, примусове виселення, вилучення майна за невиплату і банкрутства були звичайним явищем, і безробітні перебували у відчаї.

## Учасники голодного маршу
6 березня 1932 року Вільям Фостер, секретар ЦК федерації праці, відомої як Trade Union Unity League, виступив з промовою в Детройті в рамках підготовки до походу. Було вироблено 14 вимог, які демонстранти мали намір представити Генрі Форду. Серед них були вимоги для прийому на роботу безробітних, охорону здоров'я, припинення расової дискримінації, зимове паливо для безробітних, скасування шпигунів в компаній та приватної поліції, а також право на організацію профспілок.
Рада безробітних робітників транспортної галузі промисловості Америки в Детройті закликала у понеділок 7 березня 1932 року пройти ходою з Детройта в Форд River Rouge Complex в Дірборн, де знаходився найбільший завод автомобільної компанії. Заходи були організовані та спонсорувались Комуністичною партією США.
Мером Детройта був Френк Мьорфі, ліберал, який згодом став губернатором штату Мічиган та членом Верховного суду США, призначеним Франкліном Рузвельтом. Адміністрація Мьорфі вирішила дозволити марш продовжити, хоча офіційної санкції не було.
7 березня в Детройті день видався холодним. Детройт Таймс назвав його «одним з найхолодніших днів зими, з холодним північно-заходним штормовим вітром». Тому в милі від заводу Форда зібралось від 3000 до 5000 учасників демонстрації. Демонстранти несли плакати з написами "Дайте нам роботу, « Ми хочемо їсти хліб, а не крихти», «Податки багатим, а їжу -бідним». Лідер комуністів Альберт Гетц виступив з промовою, закликаючи демонстрантів уникати насильства. Хода тривала мирно вулицями Детройта, поки він не досяг меж міста Дірборна. Там, поліція Дірборн спробували зупинити марш, застосувавши по натовпу сльозогінний газ, і почали бити демонстрантів кийками. Один офіцер стріляв в демонстрантів. Натовп розігнаний по полю, вкрите камінням, почав кидати каміння в поліцію. Розгнівані демонстранти перегрупувалися і просунулися приблизно на одну милю на станцію. Там, дві пожежні машини почали розпилення холодної води на демонстрантів. Проти безробітних також вийшла поліція та охоронці Форда, які почали стріляти в натовп. Джо Йорк, Coleman Leny і Джо Білл де Блазіо були вбиті, і щонайменше 22 осіб отримали поранення в результаті обстрілу.
Лідери вирішили скасувати марш в цій точці, і почали впорядкований відступ. Гаррі Беннет, глава служби безпеки Форда, під'їхавши на машині, відкрив вікно і вистрілив з пістолета в натовп. Відразу ж, автомобіль закидали камінням, і Беннет був поранений. Потім він вийшов з машини, і продовжували стріляти по відступаючих демонстрантах. Поліція та працівники безпеки Форда потім відкрили вогонь по відступаючих демонстрантах з автоматів. 16-річний Джо Bussell був убитий, а ще кілька десятків отримали поранення. Беннет був госпіталізований.
За даними адвоката загиблих Maurice Sugar, всі четверо загиблих 7 березня були членами комсомолу США.
Близько 25 співробітників поліції Дірборн були поранені кинутими каменями та іншим сміттям, однак, ніхто з них не постраждав від гарматного вогню.
«Нью-Йорк Таймс» писала, що "вулиці були залиті кров'ю та завалені битим склом і уламками пробитих кулями автомобілів, і майже в кожному вікні в будівлі зайнятості заводу Форда були руйнування.

## Покарання учасників
Після розстрілу демонстрації робітники були піддані репресіям, поранені в лікарнях були арештовані, неугодних звільняли з роботи.
В ту ж ніч, в офісах багатьох комуністичних організацій в районі Детройта були проведені обшуки. Їхні лідери були заарештовані. Вільям Фостер був оголошений в загальнонаціональний пошук, але не був заарештований.
В той же час, ні працівники правоохоронних органів, ні співробітники служби безпеки Форда не були арештовані, хоча все достовірні повідомлення показали, що вони були відповідальні за вбивства.
Детройтські газети на наступний день опублікували неправдиві і сенсаційні приклади насильства. Так, Детройт Таймс, помилково стверджував, що Гаррі Беннет і четверо поліцейських були розстріляні. Детройт фрі прес писав, що «Ці професійні комуністи самі по собі морально винні в нападах і вбивствах, які мали місце на заводі Форда.».
У наступні дні місцеві газети перепризначили провину. Детройт Таймс, наприклад, писала, що «хтось, тепер визнав, гарячковість в поводженні з натовпом Голодних Демонстрантів, які намагалися представити клопотання на заводі Форда в Рівер Руж». Газета продовжувала, що «Вбивство неясних майстрових, невинних у вчиненні злочину» було «ударом, спрямованим в саме серце американських інституцій» Detroit News повідомив, що «лідери демонстрації, здається, попереджали учасників проти насильства».
12 березня, не менше 25 тисяч, а можливо, і більше, ніж 60 000 чоловік взяли участь у похоронній процесії чотирьох загиблих демонстрантів, які були поховані пліч-о-пліч в Woodmere кладовищі в Детройті. Гаслом траурного маршу стали слова «Розбийте терор Форда-Мьорфі» («Smash the Ford-Murphy Terror»).
Мер Детройта Френк Мьорфі сказав, що «формування ланцюжка укладених пацієнта до ліжка є жорстокою практикою, яка не повинна знайти підтримку не в освіченому лікарі». Мьорфі був підданий критиці через можливу причетність поліції Детройта до родини, хоча пізніше історик описав свою роль як «периферійну». Мьорфі засудив Гаррі Беннета, як «нелюдську скотину» і назвав Генрі Форда «жахливою людиною». Він запитав: «У чому різниця між офіційною поліції Дірборна та охоронців Форда?» Його відповідь була, «закон один.»
Три місяці по тому, п'ятий мітингувальник, Кертіс Вільямс, помер від отриманих травм. Тому що Вільямс був афроамериканцем, він не міг бути похований у відокремленому Woodmere кладовищі, так що він був кремований і його попіл був розкиданий у районі.
Дев'ять років по тому, 11 квітня 1941 року, після того, як десять днів тривав сидячий страйк 40 000 робітників Форда, Генрі Форд підписав колективний договір з профспілкою United Auto Workers .

## Звіт слідства
Прокурор Harry S. Toy скликав велике журі, щоб розслідувати насильство. В кінці червня вони завершили його, опублікувавши свою доповідь. Вони сказали, що «Прослухавши багато свідків з обох сторін, це велике журі не знаходить законних підстав для звинувачень. Проте, ми бачимо, що поведінка демонстрантів була непродуманою і незаконної в їх повній зневазі до розведеної влади. Ми вважаємо, що, крім того, що поведінка поліції міста Дірборн, коли вони вперше зустріли демонстрантів, могла б бути більш обережною, перш ніж вони застосували силу у вигляді сльозогінного газу. Проте, ми вважаємо, що за словами поліцейських, вони сумлінно виконували свій обов'язок, як співробітники правоохоронних органів. Тому, коли вони перехопили бунтівників на межі міста, використовуючи сльозогінний газ і в критичній і небезпечній ситуації виникла перестрілка, щоб захистити життя і майно, які потім були явно в небезпеці.»
Один член великого журі, політичний союзник Френка Мьорфі, не погоджувався, називаючи рішення великого журі «самим упередженим». Цей член великого журі, місіс Jerry Houghton Bacon, сказала, що вона стала "свідком найбільш кричущої дискримінації за частиною прокурорів в лікуванні свідків постали перед великим журі. Виражене упередження озвучив прокурорів, які, без урахування в свій намір, враження і вплинули на уми присяжних засідателів ".

## Увічнення пам'яті
В 1992 році на могилах убитих робітників були встановлені надгробки з висіченими словами:

Він віддав своє життя за профспілку.
Оригінальний текст (англ.)
He gave his life for the union.